# Republika Łotewska (1918–1940)

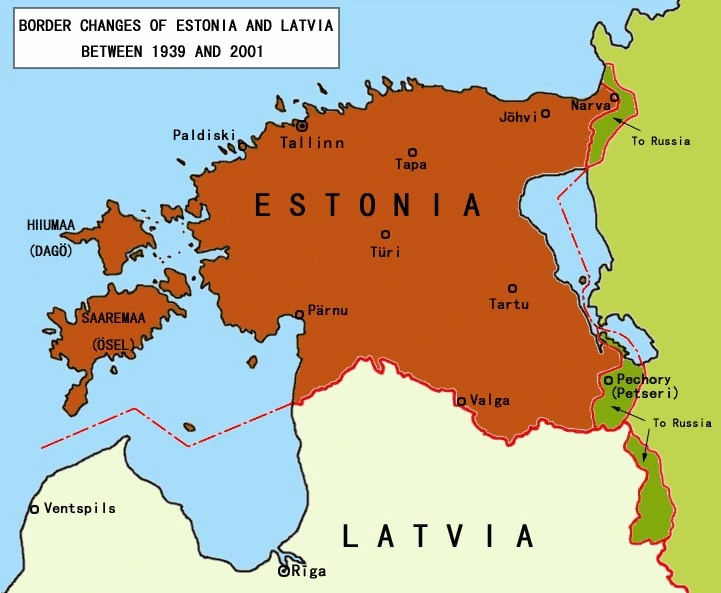
Zmiany terytorialne Łotwy i Estonii

Republika Łotewska (1918–1940) – pierwszy okres państwowości w historii państwa łotewskiego (łot. Latvijas Republika), mający miejsce w latach 1918–1940, pomiędzy ogłoszeniem niepodległości a okupacją przez Armię Czerwoną (17 czerwca 1940) i aneksją przez Związek Radziecki (5 sierpnia 1940).
Podczas I wojny światowej ziemie łotewskie dostały się pod okupację niemiecką, następnie ich część stała się podstawą utworzenia w 1918 roku przez Niemców bałtyckich efemerycznego Księstwa Kurlandii i Semigalii.
18 listopada 1918, już po kapitulacji Niemiec, proklamowano niepodległość. W latach od 1918 do 1919 trwały walki z oddziałami niemieckimi i radzieckimi, w 1920 pomocy Łotwie udzieliła Polska (patrz: Bitwa pod Dyneburgiem). W efekcie do republiki przyłączono tereny funkcjonującej w latach 1918–1920 marionetkowej Łotewskiej Socjalistycznej Republiki Radzieckiej.
W latach 1934–1940 państwo byłu rządzone autorytarnie przez Kārlisa Ulmanisa. W pakcie Ribbentrop-Mołotow znalazło się w sowieckiej strefie wpływów, w październiku 1939 utworzono sowieckie bazy wojskowe, 17 czerwca 1940 po ultimatum sowieckim tereny Łotwy dostały się pod okupację Armii Czerwonej, 5 sierpnia 1940 państwo zostało anektowane przez ZSRR w formie republiki sowieckiej (Łotewska Socjalistyczna Republika Radziecka).

## Geografia i środowisko naturalne[5]

### Obszar, podział administracyjny i granice
Powierzchnia międzywojennej Republiki Łotewskiej wynosiła, od traktatu ryskiego (1920) z 11 sierpnia 1920 r., 65 798 km². Wielkość ta nie uległa zmianie do roku 1940, gdy Łotwa stała się kolejną republiką związkową ZSRR.
Długość granic nowo powstałego państwa wynosiła 1895 km z czego na poszczególnych sąsiadów przypadały następujące wielkości:
- Litwa – 570 km
- Estonia – 443 km
- Polska – 106 km
- ZSRR – 282 km (po 17 września 1939 długość granicy wzrosła do 388 km w wyniku aneksji wschodnich województw II Rzeczypospolitej)
- Morze Bałtyckie – 494 km

Granice Łotewskie przez cały okres międzywojenny nie były negowane przez sąsiadów. Jedynym wyjątkiem pozostawał, do roku 1929, odcinek graniczny z Polską. Spór polsko-łotewski, mający charakter dyplomatyczny nie przechodzący w stan wojenny, odnosił się do 6 gmin byłego powiatu iłłuksztańskiego położonych na południowym brzegu Dźwiny. Obszar ten o powierzchni ok. 1500 km² zamieszkany był przez ok. 18 tys. ludzi (w większości słowiańskiego pochodzenia), w tym Polacy mieli stanowić, w zależności od strony konfliktu, od 6 tys. (dane łotewskie) do 9 tys. (dane polskie).
Początkowo obszar ten (w sierpniu 1919 r.) został zajęty przez Wojsko Polskie. Nieoczekiwanie kwestia przynależności tego obszaru została rozstrzygnięta w chwili rozpoczęcia ofensywy przez Armię Czerwoną 4 lipca 1920 r. Opuszczone tereny zostały, do końca lipca, zajęte przez armię łotewską. Ostatecznie w marcu 1921 r. cały powiat iłłuksztański, decyzją Międzynarodowej Komisji, został przyznany Łotwie.
Ostatecznie sprawa roszczeń granicznych została rozstrzygnięta w układzie o granicach z 12 lutego 1929 r. W wyniku podpisania kilku traktatów między Łotwą, a Polską w tym czasie (m.in. o odszkodowaniach dla polskich właścicieli ziemskich którzy utracili majątki na Łotwie w wyniku reformy rolnej) strona polska zrzekała się swoich pretensji do wspomnianego obszaru administrowanego przez Łotyszów.

### Klimat i rzeźba terenu
Klimat Łotwy międzywojennej był łagodny, przejściowy między morskim, a kontynentalnym. Latem temperatury wynosiły przeciętnie trochę powyżej 20 °C by zimą spadać do -5/-10 °C. Przeważają wiatry północno-wschodnie. Opady są znaczne zwłaszcza w pobliżu Zatoki Ryskiej i na obszarach Kurlandii.
Łotwa była krajem nizinnym. 57% jej powierzchni leżało poniżej 100 m n.p.m., a tylko 2,5% powyżej 200 m n.p.m. Średnia wysokość kraju wynosiła 87 m n.p.m. Najwyższym punktem Łotwy było Gaiziņkalns wznoszące się na wysokość 311 m n.p.m.

### Rzeki i jeziora
Najważniejsze rzeki Łotwy:
- Dźwina – rzeka o długości 1020 km z czego na Łotwie zaledwie 367 km
- Gauja – 452
- Lelupa – 115 km

Łotwa charakteryzuje się ogromną liczbą jezior (w przybliżeniu 3000) z których największe to Łubań o powierzchni 82,1 km² oraz Raźno (57,6 km²).

### Lasy
Międzywojenna Łotwa była krajem umiarkowanie lesistym. Lasy zajmowały 28% całej powierzchni państwa (ok. 1 820 000 hektarów). Wśród drzewostanu dominowała sosna (50%), następnie świerk (27%) i brzoza (15%).

## Demografia

### Polacy
Wielkość Polskiej populacji na Łotwie była szacowana różnie. Według danych polskich zamieszkiwało kraj ok. 80 tys. Polaków. Dane łotewskie mówiły o 52 tys. mniejszości polskiej. Gros polskiej populacji zamieszkiwał Łatgalię, czyli dawne Inflanty Polskie. Wśród Polaków łotewskich prezentowane były wszystkie zawody – ziemianie, drobni rolnicy, mieszczanie oraz robotnicy (zwłaszcza pracujący na kolei). Wśród tej populacji prym wiodło ziemiaństwo polskie posiadające przeszło 130 majątków ziemskich o powierzchni 350 tys. hektarów (była to druga grupa społeczna po Niemcach Bałtyckich skupiająca w swoich rękach tak dużą własność ziemską).
Ogólnie lepsza sytuacja Polaków łotewskich (w stosunku do rodaków na Litwie Kowieńskiej) nie może przysłaniać problemów z jakimi borykała się Polska mniejszość na Łotwie. Kontrowersje zaczęły się już w 1920 r. na skutek zwolnienia wielu kolejarzy Polaków przez władze łotewskie. W 1921 zaczęły się zatargi w kwestiach oświatowych. Spory te prowadziły do częstych interwencji władz polskich w obronie rodaków.
Najbardziej drażliwą kwestią stała się reforma rolna godząca w stan posiadania polskich ziemian. Zgodnie z łotewską reformą rolną wielkie majątki ziemskie podlegały parcelacji. Właścicielom pozostawiano tzw. resztówkę w wysokości 50 ha (rzadziej 100 ha). Od sposobu przeprowadzenia parcelacji zależało czy miał to być kawałek peryferyjnego pola dawnej posiadłości czy centrum z budynkami gospodarczymi. Działania ziemian polskich spowodowały interwencje dyplomatyczne władz w Warszawie które domagały się zwłaszcza odszkodowań dla byłych właścicieli. Normalizacja nastąpiła w wyniku pięciodniowej (13–17 marca 1922 r.) konferencji państw bałtyckich w Warszawie. Podczas jej trwania łotewski minister Meierovics przyrzekł wypłatę odszkodowań dla wywłaszczonych ziemian polskich. W następstwie rozmów podpisano układ polityczny między Łotwą a Polską, w wyniku którego nastąpiła stabilizacja i normalizacja warunków życia i działalności społeczno-kulturalnej polskiej mniejszości na Łotwie.
Ostatecznie sprawę odszkodowań dla łotewskich Polaków załatwiła tajna klauzula będąca załącznikiem do traktatu o handlu i żegludze podpisanego 12 lutego 1929 r. (załącznik utajniono na prośbę władz łotewskich obawiających się reperkusji społecznych w wypadku ujawnienia treści). Na mocy umowy Łotwa zobowiązała się do wypłaty odszkodowania w wysokości 5 mln łat (płatnych w dolarach) w 6 rocznych ratach przekazywanych na konta bankowe zainteresowanych. W wyniku kryzysu gospodarczego doszło w 1936 r. do dewaluacji łata (spłacono do tej pory 4/5 zobowiązań). Strona łotewska podjęła próbę zmniejszenia przekazywanej sumy ze 142 tys. dolarów do 85,7 tys. dolarów za ratę 450 tys. łatów. W następstwie sprzeciwu strony polskiej i długich negocjacji doszło do kompromisu, w wyniku którego przekazano 125 tys. dolarów za ratę 450 tys. łatów. W ten sposób uregulowano jedną z najistotniejszych kwestii dla polskiej mniejszości. Warto nadmienić, że reforma rolna, choć zlikwidowała wielką własność ziemską, nie zlikwidowała polskiej własności. Wśród polskich rolników przeważała drobna i średnia własność ziemska. Gospodarstw takich było 3395, które posiadały łącznie 65 tys. ha ziemi.
Kolejne lata przyniosły nowe zatargi na gruncie praw polskiej mniejszości. W roku 1931 na skutek nieprzychylnego stanowiska części działaczy Związku Polaków na Łotwie, zgrupowanych wokół Jarosława Wilpiszewskiego z jednej strony, a z drugiej z powodu kryzysu gospodarczego i chęci skanalizowania przez rząd w Rydze niezadowolenia społecznego w kierunku mniejszości narodowych doszło do rozwiązania Związku Polaków oraz zawieszenia działalności szkół polskich. Kryzys relacji polsko-łotewskich trwał kilka miesięcy. W kwietniu 1932 r. doszło do poprawy sytuacji i unormowania stosunków. W kolejnych latach cieniem na prawa łotewskich polaków kładła się dyktatorska władza Karlisa Ulmanisa (w 1934 dokonał się na Łotwie przewrót państwowy). Z jednej strony prowadzono łotyszyzację kraju kosztem mniejszości narodowych, w tym polskiej (w roku szkolnym 1930/31 na Łotwie działało 45 szkół podstawowych polskich z 5274 uczniami, natomiast w roku szkolnym 1936/37 tylko 18 z 2279 uczniami). Z drugiej ostentacyjnie wręcz podkreślano dobre stosunki z polskim sąsiadem.